# Typhlops lehneri
Typhlops lehneri este o specie de șerpi din genul Typhlops, familia Typhlopidae, descrisă de Pierre Roux în anul 1926. Conform Catalogue of Life specia Typhlops lehneri nu are subspecii cunoscute.